# Campagne du Coquelicot

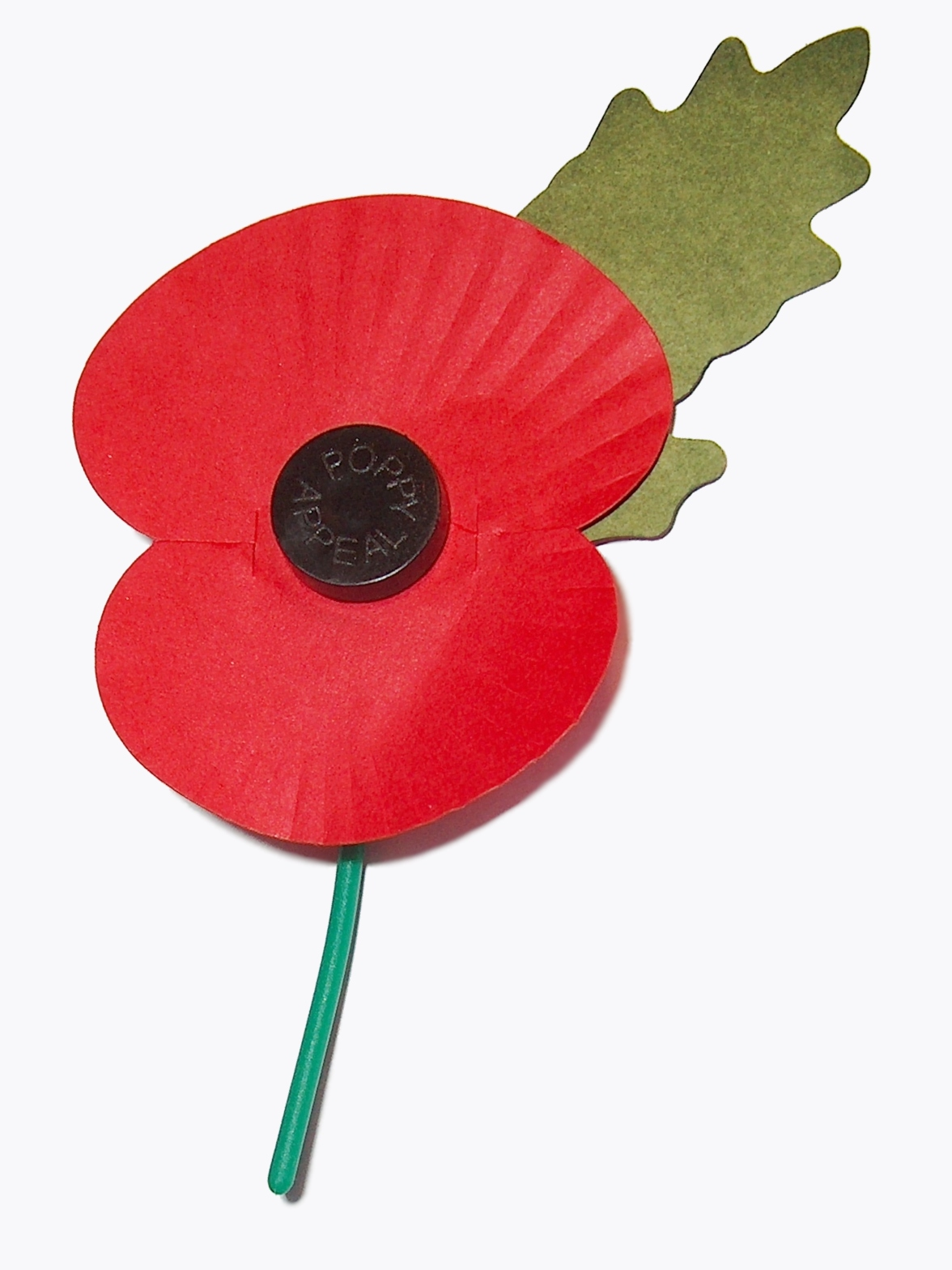
Un coquelicot à deux pétales en papier, dit coquelicot du souvenir (Remembrance poppy), porté au Royaume-Uni (sauf en Écosse, où il est traditionnellement constitué de quatre pétales) dans les deux semaines précédant le 11 novembre, Jour du Souvenir, ou le Remembrance Sunday, dimanche du Souvenir, deuxième dimanche de novembre, s'il tombe au-delà du 11.

La Campagne du Coquelicot (en anglais : Poppy Appeal) est un appel aux dons lancé chaque année par la Royal British Legion au Royaume-Uni et dans certains pays du Commonwealth, visant à soutenir les familles des soldats morts ou blessés au combat. Dans les pays du Commonwealth, la campagne se traduit par le port d'un coquelicot en papier, moyennant un don pour venir en aide aux vétérans et à leur famille. La pratique est similaire à celle du bleuet de France.

## Éléments historiques

### Origine de la tradition

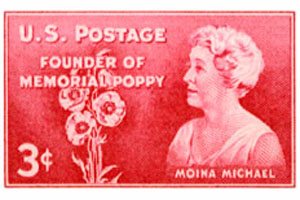
Moina Michael, la Poppy Lady qui inventa la tradition.

Le coquelicot a été associé au XXe siècle, en particulier dans les pays du Commonwealth (Royaume-Uni, Canada, Australie, Nouvelle-Zélande…) au souvenir des combattants, et tout spécialement des soldats tombés lors de la Première Guerre mondiale, à l’instar du Bleuet de France.
Cette allégorie du coquelicot découle d'un poème, écrit le 3 mai 1915 par le lieutenant-colonel John McCrae, un médecin du Corps de santé royal canadien qui fut témoin de la terrible seconde bataille d'Ypres. Il s'intitule In Flanders Fields (Au champ d'honneur). En fait, les coquelicots fleurissaient sur le bord des tranchées et sur les tombes des soldats (phénomènes remarqués dès les guerres napoléoniennes), et leur couleur rouge était un symbole approprié pour le bain de sang de la guerre de tranchées. En 1918, Moina Michael, universitaire membre de la YWCA, découvre ce poème et promeut l'usage des coquelicots comme symbole de mémoire. Cette pratique est adoptée par l'American Legion en 1920 lors d'un congrès auquel participe Anna E. Guerin, membre du YMCA en France, qui propose de vendre, à l'occasion de l'anniversaire de l'Armistice, des coquelicots en tissus faits à la main, afin de recueillir de l'argent pour les orphelins de guerre. En 1921, une délégation de veuves françaises rend visite au maréchal britannique Douglas Haig, fondateur de la Royal British Legion, et le convainc de vendre ces coquelicots pour amasser des fonds pour les anciens combattants blessés et au chômage. Dès 1922, les divers pays qui ont adopté ce symbole entreprennent de fabriquer les coquelicots en papier chez eux. La tradition se poursuit depuis de vendre ces fleurs le jour du Souvenir.

### De nos jours

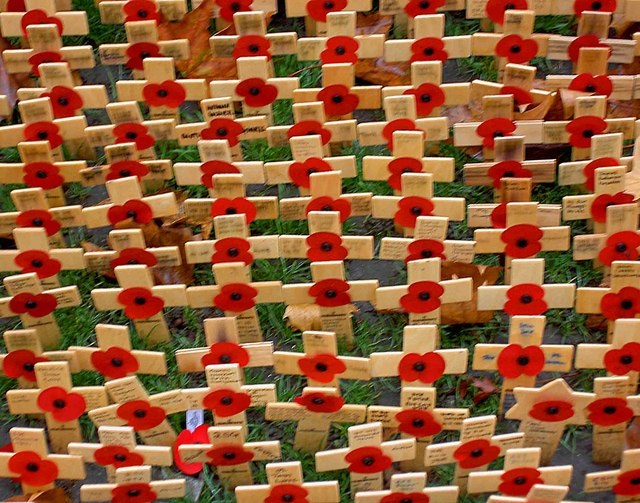
Abbaye de Westminster. Lest we forget

Chaque année, des coquelicots en papier, destinés à être apposés sur les vêtements, sont vendus aux passants par des bénévoles en échange d'une donation. Ces coquelicots sont fabriqués par des personnes handicapées, dans une usine qui se trouve à Richmond dans la banlieue londonienne. Vendus en Angleterre, au pays de Galles et en Irlande du Nord, ces coquelicots ont deux pétales et une feuille. L'Écosse, cependant, possède sa propre usine à Édimbourg, où les coquelicots en papier sont aussi fabriqués par des personnes handicapées ; mais ces coquelicots spéciaux pour le marché écossais ont quatre pétales et pas de feuille.
L'idée de vendre des coquelicots pour récolter de l'argent date de la fin de la Première Guerre mondiale et fut inspirée par le poème In Flanders Fields (Dans les champs de Flandre).
Les coquelicots sont vendus dès la fin octobre et se portent jusqu'au 11 novembre, jour de l'Armistice, en souvenir de la fin de la Première Guerre mondiale et implicitement, de la fin des autres guerres. Les coquelicots se portent après le 11 novembre seulement si « Remembrance Sunday » soit après cette date. La date à partir de laquelle on doit commencer à porter un coquelicot fait traditionnellement l'objet d'un débat dans la population. Certains recommandent de le porter dès la fin octobre, d'autres du 1er au 11 novembre, et d'autres enfin ne le portent que la semaine qui précède le « Remembrance Sunday », le dimanche de commémoration.
Certains recommandent parfois aux hommes de porter le coquelicot sur le côté gauche de leur poitrine et aux femmes de le porter sur le côté droit, cette tradition étant calquée sur celle des broches et des badges. Une grande partie de la population, tous sexes confondus, le porte néanmoins sur le côté gauche de la poitrine qui se situe symboliquement sur le cœur, là où l'on accroche par ailleurs les médailles et les décorations. Interrogé sur la question, le porte-parole de la Royal British Legion affirme qu'il n'y a pas de mauvais côté pour porter le coquelicot, l'essentiel étant de le porter « fièrement »
Cet appel aux dons a eu sans aucun doute plus de succès qu'aucune autre collecte de fonds au Royaume-Uni ; ces coquelicots étant en effet portés par une grande partie de la population. Les hommes et femmes politiques de tout bord et l'ensemble des personnalités en général, comme les présentateurs télé, s'affichent volontiers avec un coquelicot à la boutonnière. Certains, cependant, refusent de se plier à cette tradition pour diverses raisons, comme le célèbre présentateur de Channel 4 Jon Snow qui fit scandale en condamnant le « fascisme » du coquelicot.